# Marchantia kashyapii
Marchantia kashyapii là một loài Rêu trong họ Marchantiaceae. Loài này được Udar & Shaheen mô tả khoa học đầu tiên năm 1982.